# Revolució Russa
La Revolució Russa de 1917 fou un procés polític que culminà el mateix any amb l'establiment d'una república que substituí el sistema tsarista anterior i que portà a l'establiment de la Unió Soviètica. La revolució es dividí en dues fases. La primera, «la revolució de Febrer», en la qual es derrocà el règim autocràtic del tsar Nicolau II i s'estableix una república de caràcter liberal. La segona, la «Revolució d'Octubre», fou una revolució de tipus socialista en la qual els Soviets (controlats principalment pel partit bolxevic) prengueren el poder. Si bé els principals focus de la revolució foren Petrograd i Moscou, aviat s'estengué a les àrees rurals on els pagesos col·lectivitzaren i redistribuïren la terra.

## Causes de la Revolució Russa
La Revolució Russa va ser un dels més importants fets ocorreguts en l'època contemporània. El seu impacte va ser palpable tant a Amèrica com a Europa. Encara que la Revolució no va fer expandir el comunisme immediatament, provocà en altres països convulsos del tercer món un exemple a seguir. Dècades després, el model filosòfic-governamental prendria renovada notorietat a mesura que Rússia, convertida en un estat socialista i en una superpotència econòmica i militar, s'enfrontés als Estats Units en la Guerra Freda.
En qualsevol cas, les dues revolucions de 1917 es van dividir en dos grans parts: la caiguda del règim tsarista (Revolució de Febrer) i la creació del primer estat comunista del món (Revolució d'Octubre). Les causes d'aquestes dues revolucions abasten les situacions polítiques, socials i econòmiques de Rússia a l'època. No hi ha una causa detonant de la revolució, sinó que la suma de causes de curta, mitjana i llarga durada van desembocar en la insurrecció definitiva.

### Causes polítiques
El poble rus odiava el règim autoritari del tsar Nicolau II, membre de la Dinastia Romànov. Les baixes que els russos van patir durant la Primera Guerra Mundial van debilitar encara més la imatge del tsar i va dur al descontentament de la massa social, desmoralitzada i en situació d'una profunda crisi. El règim despòtic del tsar havia estat oprimint els camperols durant segles, i quedava clar que es trobava antiquat, encara que ell no se n'adonava. Això va provocar tensions dins de la classe baixa rural que van desembocar en altercats i revoltes. Econòmicament, la inflació i la fam per tot Rússia va contribuir així mateix a la revolució. Una combinació d'aquests tres factors, combinats amb el lideratge de personatges tan carismàtics com Vladímir Lenin i Lev Trotski, van conduir irremissiblement a la Revolució Russa.

### Causes econòmiques
Les causes econòmiques de la Revolució Russa s'atribueixen en gran manera a la mala gestió del tsar, sumada a la Primera Guerra Mundial. Més de quinze milions d'homes es van unir a l'exèrcit, que va deixar un nombre insuficient de treballadors a les fàbriques i les granges. El resultat va ser una escassetat generalitzada d'aliments i matèries primeres. Els obrers van haver de suportar terribles condicions de treball, incloent-hi jornades de dotze a catorze hores i baixos salaris. Es van desencadenar quantioses revoltes i vagues reivindicant millors condicions i millors salaris. Encara que algunes fàbriques van accedir a les peticions per elevar els salaris, la inflació de guerra va anul·lar el seu efecte. Hi va haver una protesta davant la qual Nicolau II de Rússia respongué amb violència (dijous roig), en resposta, els treballadors de la indústria van anar a la vaga i varen paralitzar el ferrocarril i la resta de xarxes de transport. Les poques mercaderies que existien no es podien portar al seu lloc de destinació. Els preus es van disparar a mesura que els béns essencials eren cada vegada més escassos. El 1917, la fam amenaçava a moltes de les grans ciutats. El fracàs de Nicolau a resoldre els problemes econòmics del seu país i la promesa del comunisme per aplacar la fam va compondre el nucli d'aquesta revolució.

### Causes socials
Les causes socials de la Revolució tenen l'origen en segles d'opressió del règim tsarista sobre les classes baixes, a més dels excessos de Nicolau en la I Guerra Mundial. Aproximadament un 85% del poble rus formava part de la pagesia, oprimit per les classes superiors i el mateix règim. El vassallatge, associat comunament amb l'edat mitjana, descriu amb precisió la situació social de la Rússia de Nicolau: una petita classe de nobles terratinents controlaven una vasta quantitat de serfs. El 1861, el tsar Alexandre II de Rússia va emancipar aquests camperols no per raons morals sinó perquè impedia l'avanç social de Rússia. No obstant això, aquesta nova llibertat va ser de caràcter limitat, atès que no tenien cap terra per conrear. Com a resultat, el govern va elaborar noves lleis que els atorgaven petites parcel·les de treball. Tot i això, la quantitat de terra que se'ls va cedir va ser insuficient, de manera que es van desencadenar enormes revoltes. La Primera Guerra Mundial només va augmentar el caos. La ingent demanda de producció industrial d'articles de guerra i obrers va causar moltes més insurreccions i vagues. A més a més, com que es necessitaven molts treballadors a les fàbriques, els pagesos van emigrar a les ciutats, que aviat es van veure superpoblades, vivint sota condicions que ràpidament van empitjorar. A sobre, mentre que la quantitat d'aliments requerida per l'exèrcit era cada vegada més gran, l'abastament després del front s'empobria més i més. El 1917, la fam amenaçava a la majoria de les grans ciutats. La suma de tots els factors anteriors contribuí a un creixent descontentament entre els ciutadans russos, que posteriorment desembocaria en la Revolució.

## Revolució de 1905

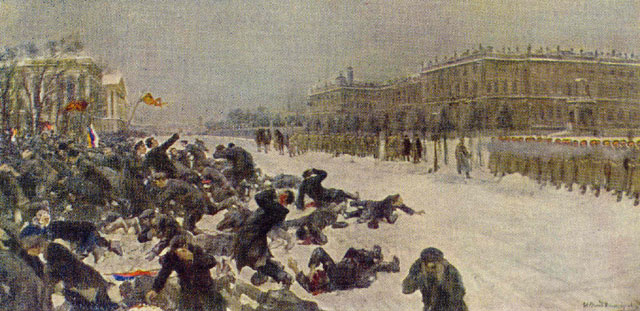
Diumenge sagnant. Tirotejant treballadors prop del Palau d'Hivern. Pintura d'Ivan Vladimirov.

Principalment la revolució de 1905 va ser provocada per la derrota a la Guerra russo-japonesa començada el 8 de febrer de 1904. Molts historiadors consideren les revoltes ocorregudes el 1905 com a l'antecedent immediat de la revolució de 1917. Alguns fins i tot consideren com a període revolucionari el període 1905-1917. La "revolució" de 1905 fou un conjunt de revoltes antigovernamentals, espontànies i no organitzades que tingueren lloc al llarg del 1905 en diversos punts de l'Imperi Rus. Els dos episodis més coneguts d'aquestes revoltes són el Diumenge Sagnant a Sant Petersburg i la revolta del Cuirassat Potemkin a Odessa. Fruit de les diferents revoltes el Tsar es trobà obligat a dur a terme un seguit de reformes polítiques de tipus liberal i accepta la constitució d'un parlament, la Duma.

## Revolució de Febrer

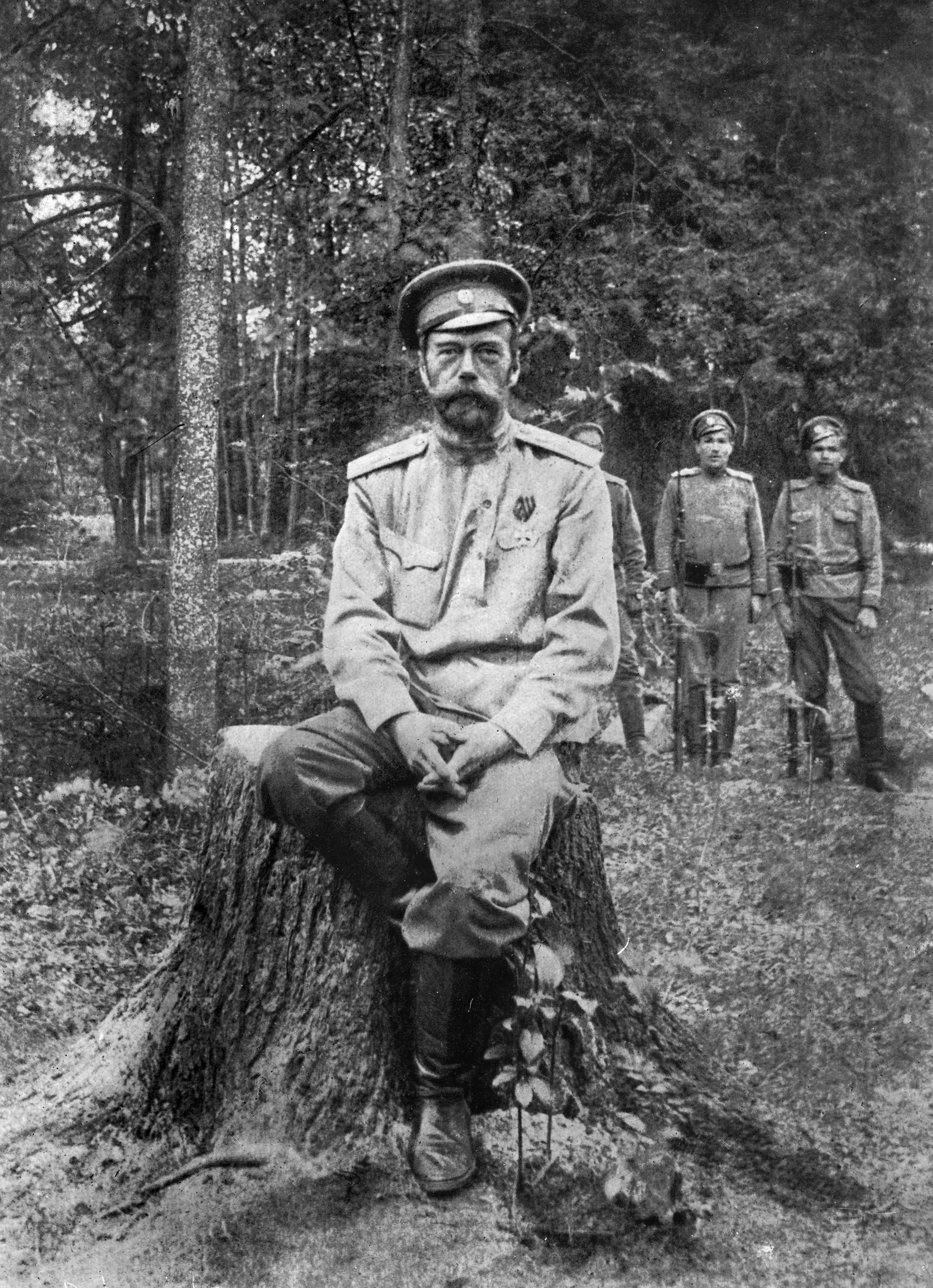
Nicolau II el març de 1917, poc després d'haver abdicat.

La Revolució de Febrer va néixer d'una forma pràcticament espontània. Es va donar l'any 1917 quan la gent va sortir a protestar contra el règim tsarista, per manca d'aliments, la carestia general i la fam que passaven. Malgrat tot, aquest no va ser l'únic factor, i el descontentament de la població amb la participació en la Primera Guerra Mundial n'és un dels més importants.
Des de gener hi havia hagut vagues diverses per tot Petrograd (nom russificat de Sant Petersburg, i vigent de 1914 fins a 1924) això va fer créixer les protestes de febrer. Durant aquest mes l'esquerra radical i els liberals es van coordinar per estendre la revolta i dur a terme diverses activitats. La revolució va començar després del 23 de febrer. El 24 de febrer les protestes s'havien tornat molt violentes, les tensions cada vegada anaven augmentant més, i un gran nombre de residents de les ciutats van mantenir disturbis i enfrontaments contra les forces policials i els soldats. Quan el gruix dels soldats es va establir a la capital russa, aleshores Sant Petersburg, van agregar-se a les protestes, en contraposició al que havia passat el 1905, i aleshores la protesta va agafar un altre aire més revolucionari aconseguint que el 2 de març, el tsar Nicolau II abdiqués. Aquest fet va suposar que la revolució fos tot un èxit a l'aconseguir la caiguda del règim tsarista, fet que va significar el final de la dinastia Romanov, que portava governant Rússia 300 anys. Se'ls havia demanat que a base de foc, aixafessin les revoltes dels protestants, més els desertors de les seves pròpies files, que anaven en augment. 
 La presó, les estacions policials i els jutjats, van ser fortament atacats i saquejades pels revoltats.
Veritablement, la seva dissort, va ser precisament que aquesta vegada la punta de llança que tenia, l'Exèrcit, per reprimir, se li va girar en contra, se l'hi havia polititzat i no a favor. La insurrecció de l'Exèrcit, sense la qual no s'hauria liderat amb suficient força el moviment per expulsar el tsar, fou el 27 de febrer. Un dia abans, però, van morir assassinats 50 manifestants a la plaça de Znamenskaya en un cicle de vagues i manifestacions del 23 al 26 de febrer. Així, el mateix 27 de febrer, la insurrecció de les tropes van dur a l'incendi dels edificis Okhranka (la policia secreta de l'Exèrcit Rus), fent que la guarnició de la capital s'adherís als revolucionaris, i també la creació del soviet de Petrograd. Durant aquests dies de revolucions constants, el tsar Nicolau II es va veure obligat a dissoldre la Duma i nomenar un Comitè de la Duma, presidit per Mikhaïl Rodzianko, qui negocià amb el tsar Nicolau II la seva abdicació. El Comitè va proclamar-se govern de l'imperi Rus, però va haver de competir pel poder amb el Soviet de Petrograd, que s'havia creat aquell mateix dia. A més a més, el Príncep Lvov, va encapçalar el mateix 27, un govern provisional, amb Aleksandr Kérenski com a ministre de guerra. L'objectiu d'aquest govern provisional era el de crear una República parlamentària occidentalista, representaven sectors de la burgesia liberal menxevics i fer de Rússia un país democràtic. El primer episodi de la revolució es va saldar amb més d'un centenar de víctimes, principalment manifestants, més la caiguda del règim tsarista i les poques pèrdues humanes que van existir va provocar l'augment d'entusiasme i d'alliberació per tot el país.

## Període Interrevolucionari
Després de la Revolució de Febrer, el 2 de març, el tsar ha d'abdicar, ja no pot fer res més, li han pres el govern. Com que després de l'abdicació del Tsar el Govern Provisional sota la presidència primer del príncep Lvov i després del dirigent socialrevolucionari Aleksandr Kérenski, va decidir continuar la guerra dins de les potències de l'Entesa, el Govern Imperial Alemany va decidir intentar aconseguir la victòria al Front de l'Est aprofitant el sentiment antibel·licista existent a Rússia; per això, va permetre al dirigent bolxevic Lenin viatjar en un vagó de tren segellat des de Suïssa, on residia, cap a Rússia passant per Alemanya, Suècia i Finlàndia. El 3 d'abril de 1917 Lenin va publicar les "Tesis d'abril" en el diari Pravda. En aquestes, va fer una anàlisi de com s'haurien de desenvolupar els polítics, ara que s'iniciava una nova etapa. A més a més, parla d'aconseguir una revolució socialista afavorint el repartiment de terres i rebutjant la guerra. L'experiment, però, acaba aquí, ja que el 30 del mateix mes, s'anuncia en una nota de Miliukov, que el govern es trenca. El 5 de maig, doncs, se'n forma un de nou on Aleksandr Kérenski torna a obtenir el ministeri de guerra i el de la flota.
Així, del 3 de juny al 24, es dona el primer Congrés dels Soviets a Petrograd; mentrestant, Kérenski farà les seves primeres maniobres militars: es decideix el 16 de juny a atacar les forces austrohongareses, una aventura que acabarà el 2 de juliol, casualment, dia en el qual Trotski es fa Bolxevic. Kérenski, a banda de no treure'n res, es guanya un enfrontament amb el sector conservador de l'Exèrcit, liderat per Lavr Kornílov. Dos dies després, hi haurà protestes i manifestacions en contra del govern a Petrograd. Però destaca que, avançant dos dies més en el calendari, L'Imperi Austrohongarès, juntament amb els alemanys, contraataquen Rússia, que estarà en un estat de pànic i saquejarà la ciutat ucraïnesa de Tarnopol. Així, s'ordena l'arrest de líders bolxevics.
El 7 de juliol, el Príncep Lvov, dimiteix, després de ser el primer ministre de dos governs. És l'hora de Kérenski, que el substitueix. Pel que fa a Trotski, en vint dies d'afiliació, ja va aconseguir ésser detingut, juntament amb Lunatxarski (22 de juliol).

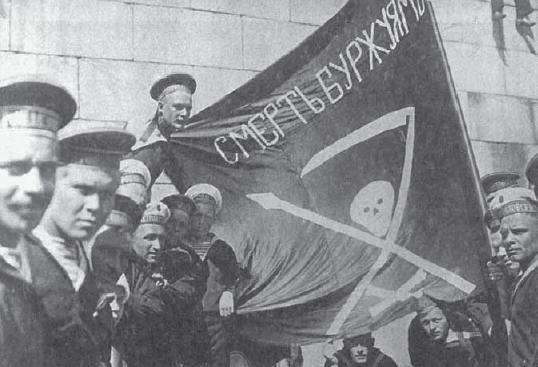
Mariners anarquistes a Hèlsinki, l'estiu de 1917.

El mes d'agost, es desenvolupà basant-se en dos fets que es varen succeir; en primer lloc, acabà el segon govern de coalició, en aquest cas de caràcter socialista, el dia 26, i l'endemà, hi ha un intent de cop d'estat fracassat pel general Kornílov, que va anar amb tropes de soldats retirats. Kornílov decidí donar un cop d'estat i enviar l'exèrcit contra el govern provisional a Petrograd per instaurar una dictadura militar el 27 d'agost. Paradoxalment foren els bolxevics (majoritàriament) els que salvaren la situació, aconseguint armes del mateix govern i frenant l'avenç de Kornílov a pocs quilòmetres de la capital. D'aquesta manera el govern provisional quedà encara més desacreditat i els bolxevics enfortits, i gràcies sobretot a les armes aconseguides formaren la seva pròpia milícia revolucionària: la Guàrdia Roja, nucli originari del futur Exèrcit Roig. Aquest fou arrestat i empresonat. Així s'arriba al mes previ a la Revolució d'Octubre de 1917: setembre. El mateix 1 de setembre, Rússia serà declarada una República per Kerenski. Tres dies després, Trotski, en el seu ascens meteòric dins el bloc bolxevic, en temps rècord, és alliberat juntament amb la resta, de la presó, i esdevé cap del Soviet de Petrograd. Finalment, el 25 de setembre es forma un tercer govern de coalició.

## Revolució d'Octubre
Després de la Revolució de Febrer, i la caiguda del poder absolut de Tsar, el buit de poder fou ocupat per dues realitats, per una banda el Govern Provisional de la república burgesa, fruit de l'aliança de liberals (kadets) i socialistes moderats; i per l'altra els soviets, o consells de treballadors, soldats i camperols, que havien protagonitzat la força que feu possible la revolució i organitzaven i gestionaven el dia a dia de les necessitats de la gran majoria de la població. Mentre el govern Provisional pretenia mantenir la participació de Rússia a la Guerra, mesura molt impopular, els soviets apostaven per la fi d'aquesta. El govern d'Aleksandr Kérenski igualment es resistia a un repartiment de la propietat de la terra, mentre que els soviets, amb forta influència dels bolxevics, reclamaven el repartiment de la terra per restablir el subministrament d'aliments a les ciutats, que els propietaris rurals escamotejaven. Els planetjaments dels Soviets i el partit bolxevic es resumiren en la consigna "Pau, terra i pa".

### La dualitat de poders: El Govern Provisionals i els Soviets
La situació de dualitat resultà insostenible. En la crisi d'abril, el Govern s'enfrontà al Soviet de Petrograd, arran de la política bel·licista governamental. La publicació de les notes del govern assegurant als aliats la continuació de la guerra aixecà la indignació dels treballadors i soldats, i es produïren els primers enfrontaments armats, acabà amb la dimissió dels ministres Miliukov i Gurtxov. Continuà la creixent impopularitat del govern provisional i la creixent repressió governamental contra els soviets, els bolxevics, els partits d'esquerra i els treballadors. Lenin feu públiques les anomenades Tesis d'Abril, en què criticava durament el Govern Provisional i d'acord amb els plantejaments exposats al text del partit "L'imperialisme, fase superior del capitalisme" explicà que per acabar amb la guerra calia enderrocar l'ordre capitalista, ja que la burgesia ja no era capaç, als països recentment industrialitzats, d'assumir el paper democràtic i avançat que havia exercit en el passat. Només es podria aturar la guerra i assegurar les conquestes de la Revolució de Febrer donant tot el poder als soviets. Aquests plantejaments, inicialment minoritaris, fins i tot contraris a altres membres del partit com Stalin o Molotov, van guanyar força amb la situaciód e col·lapse econòmic i de guerra. Així, A principis de juny, els bolxevics ja eren majoria al Soviet de Petrograd d'obrers i soldats.

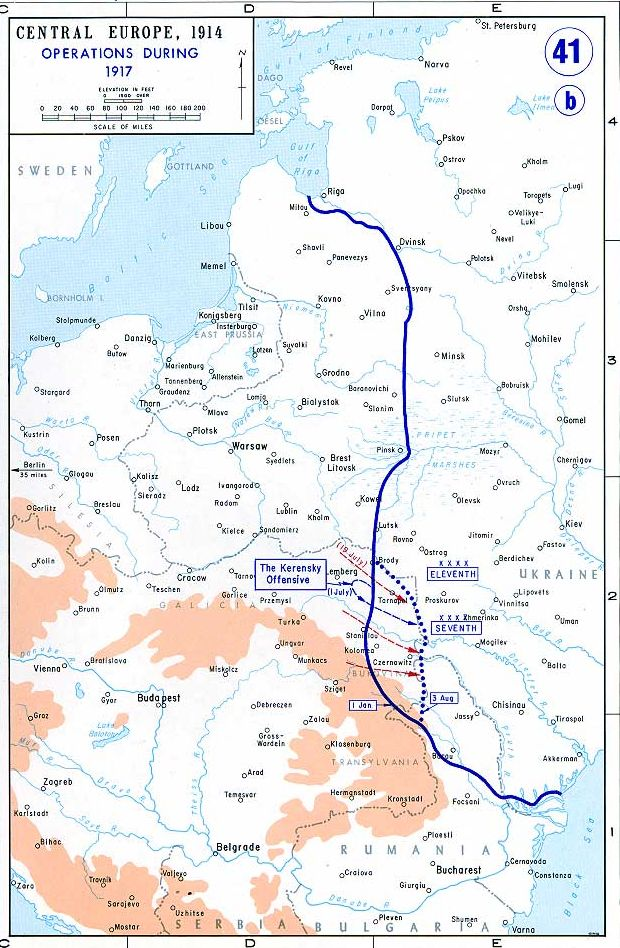
L'Ofensiva Kérenski de 1917

La continuació de la guerra i l'esforç bèl·lic com a prioritat del Govern provisional feien impossible aplicar les conquestes de la revolució de febrer, augmentant el descontentament dels treballadors amb el govern. A final de juny, va començar l'Ofensiva Kérenski amb l'objectiu d'una victòria militar que li permetés de guanyar suport popular i aixecar al moral de les tropes. L'ofensiva resultà un fracàs, els soldats situats a la capital, Petrograd, es van negar a tornar al front. Reunits amb els obrers, es van manifestar per exigir que els dirigents del Soviet de Petrograd prenguessin el poder. El partit bolxevic, però, que considerava que els revolucionaris, majoritaris a Petrograd i Moscou però no encara a tot el país, encara no tenien prou força, i demanà no precipitar-se. Malgrat tot, la a repressió caigué sobre els bolxevics: Trotski va ser empresonat, Lenin es va veure obligat a refugiar-se a Finlàndia. El govern va empresonar milers de soldats i treballadors i restaurà la pena de mort, que havia abolit el febrer. Seguí una onada reaccionària, amb les restes del tsarisme encapçalant pogroms a les zones rurals, i a l'exèrcit els generals ordenaren disparar contar els soldats que es neguessin a continuar la guerra. El socialista moderat Aleksandr Kérenski va succeir a Gueorgui Lvov, demòcrata constitucional (kadet), al capdavant del Govern provisional després de les Jornades de Juliol, però va perdre progressivament la consideració de les masses populars i semblava incapaç de contenir el creixement de la reacció.
A final d'agost, el general Lavr Kornílov, poc després de ser nomenat comandant en cap per Kerenski, protagonitzà un aixecament armat, enviant tres regiments de cavalleria per ferrocarril a Petrograd, amb l'objectiu d'aixafar els soviets i les organitzacions obreres per tornar a Rússia al context bèl·lic. Davant la incapacitat del Govern Provisional per defensar-se, els bolxevics van organitzar la defensa de la capital. Els obrers van cavar trinxeres i els ferroviaris van enviar els trens a vies mortes, provocant que el contingent es dissolgués. Les conseqüències de l'intent de cop van ser importants: les masses es van rearmar, els bolxevics van poder sortir de la seva clandestinitat i al juliol, els presos polítics, inclòs Trotski, van ser posats en llibertat pels mariners de Kronstadt. Per sufocar el cop, Kèrenski va sol·licitar l'ajuda de tots els partits revolucionaris, acceptant l'alliberament i el rearmament dels bolxevics, però aquests evitaren donar suport al seu govern.
El poder dels soviets quedà reforçat, a poc a poc s'estengué l'opinió que el govern provisional no era sostenible si es volia acabar amb l'antic règim. El 31 d'agost, el Soviet de Petrograd ja era majoritàriament bolxevic, escollint a Trotski com el seu president el 30 de setembre. Totes les eleccions van ser testimoni del creixement bolxevic: així, en les eleccions de Moscou, entre juny i setembre, el PSR va passar de 375 000 a 54 000 vots, els menxevics de 76 000 a 16 000 i el KD de 109 000 a 101 000 sufragis, mentre que els bolxevics van augmentar de 75 000 a 198.000 vots. El lema «Tot el poder per als soviets» va ser utilitzat més enllà de l'àmbit bolxevic, sent usat per obrers del PSR o pels menxevics. El 31 d'agost, el Soviet de Petrograd i altres 126 soviets van votar una resolució en favor del poder soviètic. La revolució continuava i s'accelerava, especialment a les zones rurals. Duran Govern. Els camperols russos recuperaven la seva llarga tradició de grans aixecaments espontanis (els bunts).

### Assalt al Palau d'Hivern
El 9 d'octubre de 1917, Lenin va aconseguir que el Comitè Central Bolxevic aprovés, per deu vots a dos, la insurrecció armada. De l'11 al 13 d'octubre, es va donar el Congrés dels Soviets de la regió del Nord. Dos dies després, el 15, es forma el Comitè Militar Revolucionari, encapçalat per Lev Trotski.
La insurrecció es va posar en marxa a la nit del 6 al 7 de novembre (24 i 25 d'octubre segons el calendari julià). Es va desenvolupar gairebé sense vessaments de sang. La Guàrdia Roja bolxevic va prendre, sense resistència, el control dels ponts, de les estacions, del banc central i de la central postal i telefònica just abans de llançar un assalt final al Palau d'Hivern. Els insurgents només van haver de fer front a una resistència feble, a causa de la impopularitat del govern, la seu del govern provisional d'Aleksandr Kérenski. De fet, entre les tropes aquarterades a la ciutat, solament alguns batallons de cadets (junkers) van donar suport al Govern Provisional, mentre que la immensa majoria dels regiments es van pronunciar a favor de l'aixecament. En total, hi va haver cinc morts i diversos ferits. A les 21:30 d'aquest dia, les tropes es fan amb el Palau d'Hivern. D'aquesta manera, van provocar la fugida d'Aleksandr Kérenski.

### Primeres mesures revolucionàries
L'endemà, el 26 d'octubre, es duu a terme el Segon Congrés de Soviets. Aquí, els menxevics i la dreta social revolucionària són derrotats. Mentrestant, el mateix dia, es conformarà el Govern Bolxevic, en el qual serà Lenin el cap visible de l'Estat, president (establint les bases per la creació de l'URSS el 1923), junt amb quatre personalitats destacades; en primer lloc, Trotski, que s'encarregaria de les relacions exteriors; Lunatxarski, que tractaria l'educació i la cultura; Ríkov com a ministre d'Interior; i Ióssif Vissariónovitx Stalin, comissari del poble per a les Nacionalitats. El seu nom originari, però, era Ióssif Djugaixvili.
Fins al 30 d'agost de 1918, el govern liderat per Lenin va dur a terme dues obres importants en el si de la consolidació de la Revolució, com també del Partit Bolxevic en el poder sota la "dictadura del proletariat". En primer lloc, Lenin va procedir al repartiment de terres entre els camperols pobres, sense indemnitzar els latifundistes, seguidament, el 3 de març de 1918, signaria la pau amb Alemanya, en el que s'anomena el tractat de Brest-Litovsk.[1] En aquest tractat, Rússia finalment es retirava del tot de la Primera Guerra Mundial, seguint una forta reivindicació popular. Rússia no en va sortir econòmicament gaire afavorida puix que va perdre regions força fructíferes, però Lenin, pretenia consolidar la Revolució i assolir la pau reclamada pels Soviets.
Lenin va anunciar l'abolició de la diplomàcia secreta i la proposta a tots els països bel·ligerants en la Primera Guerra Mundial d'entaular converses «amb vista a una pau justa i democràtica, immediata, sense annexions i sense indemnitzacions».
Després, es va promulgar el Decret sobre la Terra: «les grans propietats territorials van quedar abolides immediatament, i sense cap indemnització». Atorgava als soviets de camperols la llibertat de fer el que consideressin, ja fos socialitzar la terra o repartir-la entre els camperols pobres. El text confirmava una realitat ja existent, ja que els camperols ja havien ocupat aquestes terres durant l'estiu de 1917. Amb aquesta mesura, els bolxevics van aconseguir una aliança dels camperols, almenys fins a la primavera de 1918.
Finalment, es va nomenar un nou Govern, denominat Consell de Comissaris del Poble o Sovnarkom. Que va aplicar altres mesures, com l'abolició de la pena de mort (tot i la reticència de Lenin, que considerava aquesta pena indispensable en la situació existent), la nacionalització dels bancs (el 14 de desembre), el control obrer sobre la producció, la creació d'una milícia obrera, la sobirania i igualtat de tots els pobles de Rússia, el seu dret d'autodeterminació, inclosa la separació política i l'establiment d'un estat nacional independent, la supressió de qualsevol privilegi de caràcter nacional o religiós, etc. En total, es van realitzar les trenta-tres reformes que el Govern Provisional havia estat incapaç de realitzar en vuit mesos de mandat.
A Moscou, la revolució arribà poc més tard, i es trobà amb més resistència. Els bolxevics van ocupar el Kremlin, però els dirigents locals del partit van dubtar i van signar una treva amb l'autoritat socialrevolucionària de la ciutat abans d'evacuar l'edifici. Les tropes governamentals van aprofitar l'oportunitat de metrallar als tres-cents membres de la Guàrdia Roja i obrers desarmats que abandonaven l'edifici, seguint ordres de l'alcalde Vadim Rúdnev. Va fer falta una setmana de combats aferrissats abans que els bolxevics, conduïts pel jove Nikolai Bukharin, finalment s'apoderessin del Kremlin i prenguessin el control de la ciutat. Els seus opositors, eseristes i monàrquics, van dirigir una repressió sagnant.
El 12 de novembre (calendari julià), el nou poder va fer fracassar la temptativa de reconquesta de Petrograd duta a terme per Kèrenski i els cosacs del general Krasnov. Per la seva banda, el Gran Quarter general (la Stavka) de l'Exèrcit rus va anunciar el 31 d'octubre la seva voluntat de marxar sobre Petrograd «amb l'objectiu de restablir l'ordre». Reunit de nou pels dirigents del Partit Socialrevolucionari, Víktor Txernov i Abram Gots, però abandonat per les seves tropes, l'Estat Major va haver de fugir el 18 de novembre. En les setmanes següents, milers de junkers (cadets) i funcionaris com Kornilov, fugit, es van reunir a la República del Don. Es va formar l'Exèrcit de Voluntaris, dirigit pel general tsarista Mikhaïl Alexéiev. Va reprimir amb gran brutalitat els aixecaments obrers de Rostov del Don i Taganrog, el 26 de novembre i el 2 de gener, però va ser desmembrat per la guerrilla de la Guàrdia Roja arribada a manera de reforços des de les dues capitals. era tanmateix l'inici de la Guerra Civil russa.

## Guerra civil
La Guerra Civil Russa és el període que es desprèn dels fets de la revolució de 1917, en no triomfar a totes les regions el règim bolxevic. Dels llocs on no governaven va sorgir una contrarevolució després que els bolxevics es fessin amb Petrograd i Moscou. La guerra civil va començar la primavera de 1918 en un context molt complex, i va acabar el 1922 amb la victòria de l'exèrcit bolxevic i la futura fundació de l'URSS.

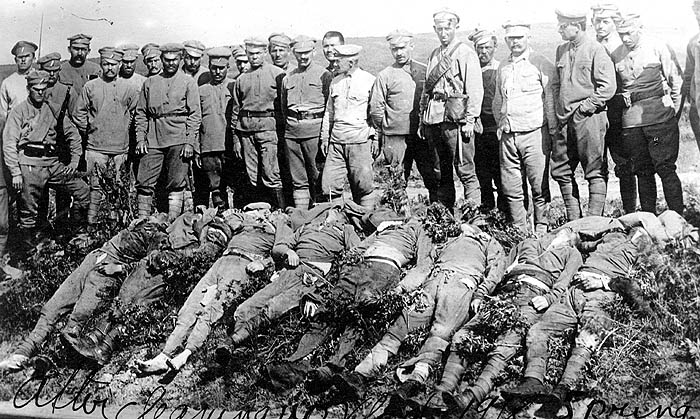
Bolxevics assassinats pels Russos blancs a Vladivostok

### La Guerra Civil Russa: els dos blocs
La desmobilització de l'antic exèrcit rus va produir l'aparició de bandes organitzades d'oficials i soldats, dedicades al saqueig. Però aquestes van ser reforçades per forces angleses i franceses enviades a Rússia per a la lluita contra els alemanys, que van canviar els seus objectius contra el nou ordre imperant.
A aquests exèrcits, s'hi van unir antics oficials tsaristes, aristòcrates, liberals burgesos i també socialistes revolucionaris a més d'estudiants. Amb aquests integrants, va formar-se l'Exèrcit Blanc, que va ser reforçat per partidaris i forces armades dels Estats independitzats. Enfront d'aquests, es trobava una força amb prou feines creada, molt desorganitzada i pitjor fornida, tot i que superior en nombre: l'Exèrcit Roig.
La superioritat inicial dels blancs va ser poc utilitzada per la manca d'una direcció única i un pla concret, fruit de l'heterogeneïtat dels seus components. Al contrari, la gran capacitat de mobilització i resolució dels problemes d'instrucció, d'armament i proveïment, manifestada per la direcció de la revolució, va fer que aconseguissin rebutjar tots els fronts i arribessin fins i tot a les portes de Varsòvia. L'eficàcia de l'Exèrcit Roig, encara improvisada, va posar en relleu la capacitat organitzativa i el rigor funcional d'un "teòric" com Trotski, de ràpid ascens (una tasca que no fou reconeguda a partir dels anys vint); a més a més va pesar el suport que la pagesia aportava, ja que estava temorosa, el govern revolucionari havia aguditzat els ressorts de l'economia de l'estat, i havia adoptat un seguit de mesures d'excepció. El manteniment d'aquestes mesures en un règim en formació va fer néixer desequilibris crònics i noves oposicions.

### Desenvolupament de la Guerra

Front de la Guerra Civil Russa al front occidental, 1918-1920

La reacció davant la Revolució va empènyer les forces de l'interior de Rússia i les estrangeres contra el nou règim Bolxevic. El Regne Unit, França, Canadà, els Estats Units i 17 forces militars més van intervenir en la guerra civil contra els soviètics.
El bàndol anomenat "Roig" el formaven els comunistes i revolucionaris i el bàndol "Blanc" els monàrquics, conservadors, liberals amb un exèrcit en el qual també participaven els cosacs. Els nacionalistes i anarquistes formaven un grup a part que, encara que amb una importància secundària lluitaren contra les dues faccions principals. Els nacionalistes lluitaven dins de l'exèrcit "Verd", mentre que els anarquistes eren els anomenats "negres".
La guerra va tenir tres fronts principals : l'est, el sud i el nord-oest. El cap d'estat soviètic Lenin no havia previst l'esclat de la guerra civil i al principi va infravalorar la força dels seus oponents. Els "Blancs" van establir, durant la guerra, diversos governs provisionals en les zones que controlaven que van degenerar en dictadures militars. L'exèrcit Roig estava millor organitzat, a més controlava la part del país més industrial i amb millors subministraments i comunicacions especialment el ferrocarril. Cap a 1920 van cessar la majoria de les hostilitats però fins a 1922 encara hi va haver resistència a l'extrem orient del país. El baró-general Wrangel va dirigir la retirada blanca a Crimea i l'èxode cap a l'exili.
Al final de la Guerra Civil Rússia va quedar arruïnada, van morir uns vuit milions de persones i un milió, entre els quals es trobaven les classes més cultes, van exiliar-se. A això li va seguir les sequeres de 1920 i 1921 que van portar una fam extremada. La producció industrial i agrària va disminuir enormement i no es va recuperar fins a la dècada posterior. De tota manera va servir per demostrar que el nou règim comunista no era tan feble com les potències occidentals pensaven i va significar la consolidació de les estructures de la Revolució Russa.

### L'aixecament de Kronstadt
En març de 1921, es va portar a terme un aixecament fracassat dels mariners soviètics contra el govern de la primitiva República Socialista Federada Russa a Kronstadt, una fortalesa naval a l'illa Kotlin en el Golf de Finlàndia. Al final de la Guerra Civil Russa, Rússia estava arruïnada. Les sequeres de 1920 i 1921 i l'espantosa fam durant els últims anys van ser el capítol final del desastre. En els anys posteriors a la Revolució d'Octubre, epidèmies, fams, lluites, execucions, i la crisi general econòmica i social havien acabat amb una mica més de 20 milions de vides. Un altre milió de persones havien deixat Rússia, unint-se a l'exèrcit blanc sota comandament del General Wrangel a través de l'Extrem Orient o d'altres múltiples maneres, per a poder així escapar de les ruïnes de la guerra o de la persecució d'una o més faccions bèl·liques.

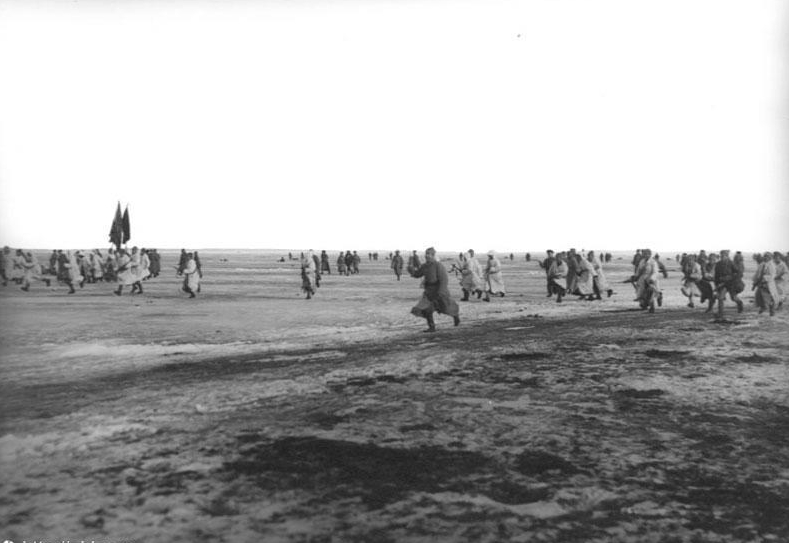
Tropes de l'Exèrcit Roig atacant Kronstadt.

Aquesta insostenible situació econòmica va portar amb si aixecaments en el camp com la Rebel·lió de Tambov així com vagues i violents malestars a les fabriques. A les àrees urbanes, va sorgir una onada de vagues espontànies, i des del 23 de febrer (8 de març al calendari gregorià) Petrograd es trobava a la vora d'una vaga general. Va ser així que el 26 de febrer i en resposta als esdeveniments succeïts en Petrograd, la tripulació dels vaixells Petropavlovsk i Sevastopol van mantenir una trobada d'emergència i van acceptar enviar una delegació a la ciutat per a investigar i informar sobre els moviments vaguístics. Al retorn del delegat, l'endemà passat, aquest va informar a la resta de la tripulació sobre les vagues, amb el total suport dels marins, i la repressió del govern dirigida contra dels vaguistes. Aquells que van estar presents van decidir aprovar una resolució amb quinze demandes que van ser enviades a Petrograd.
Entre les més importants demandes exigides pels rebels es trobaven la reelecció del soviet, soviets sense bolxevics, el dret de lliure expressió i la total llibertat d'acció. Després de fracassar en la petició de les demandes, i per la recerca de la igualtat de sous per als treballadors i la fi dels bloqueigs de camins per a l'ingrés d'aliments a la ciutat, els mariners de Kronstadt es van alçar en rebel·lió en contra del govern bolxevic el març de 1921.
Els treballadors de Petrograd estaven sota la llei marcial i ni van poder ni van voler oferir massa suport als rebels de Kronstadt. El govern bolxevic va començar el seu atac a Kronstadt el 7 de març. Després de 10 dies de continus atacs, durant els quals moltes unitats de l'Exèrcit Roig van ser forçades a atacar "a punta de pistola" i durant el qual també alguns membres de l'exèrcit es van unir a la rebel·lió, la revolta de Kronstdat va ser exterminada per l'exèrcit, que comptava amb una mica més de 50.000 soldats sota el comandament de Mikhaïl Tukhatxevski. El 17 de març, les forces bolxevics finalment van entrar a la ciutat de Kronstadt després d'haver sofert prop de 10.000 baixes. Encara que no existeixen dades precises sobre els rebels caiguts en acció, els historiadors estimen que milers van ser executats en els dies posteriors i molts més enviats a camps de treball a Sibèria. Un altre gran nombre de rebels van assolir escapar a Finlàndia.
Les unitats de l'exèrcit roig van acabar amb l'alçament, que havia ressonat en sectors populars per la greu situació social que es vivia. En contra d'aquest descontentament, Lenin, qui també va concloure que la revolució mundial no era imminent, va procedir en la primavera del mateix any a reemplaçar el Comunisme de guerra per la Nova Política Econòmica, que acabaria per treure al país de la ruïna.

### Del comunisme de guerra a la NPE (Nova Política Econòmica)
Si a la Primera Guerra Mundial havia indicat la feblesa de l'economia i les infraestructures russes, la guerra civil les va fer enfonsar encara més, a causa de la disminució de la producció industrial, la reducció dels camps conrerats i la impossibilitat d'importació pel bloqueig enemic. Les necessitats de la guerra, com també els principis de govern comunista, van causar l'establiment d'un sistema socioeconòmic conegut com a "comunisme de guerra". Les mesures per a l'augment de la producció van centrar-se en la naciónalització de les grans empreses; van posar sota control dels comitès obrers la resta. Els esforços per armar i alimentar l'Exèrcit van absorbir una gran part de la producció. Per assegurar l'abastiment i posar terme al mercat negre, es va crear la figura del Narkomprond, encarregat de realitzar les requises; s'obligava al lliurament dels excedents que els kulaks ocultaven, pagant preus molt baixos.
Al mateix temps, va implantar-se un règim de racionament rigorós. Quan la guerra civil va poder considerar-se com a acabada el 1920, la nova república estava esgotada, l'economia, en bancarrota. Els canals de distribució havien desaparegut (les ciutats subministraven manufactures al camp i aquest no alimentava, llevat de fer-ho mitjançant requises als nuclis urbans), la direcció empresarial estava militaritzada, les mines estaven abandonades o arruïnades i els transports es trobaven desmantellats.
En el desè Congrés del Partit Comunista de Rússia, celebrat el 1921, la direcció va emprendre la direcció del país mitjançant la Nova Política Econòmica (NPE). No es tracta pas d'un sistema preconcebut i estudiat fins als últims detalls. Ben al contrari, va ser un seguit consecutiu de mesures, no sempre en la mateixa direcció, algunes preses per compensar, consolidar o abandonar-se d'altres. En el punt més important de la NPE, sens dubte, va ser l'acceptació de la iniciativa privada en la petita i mitjana indústria, el comerç al detall i l'agricultura. L'estat es reservava, en canvi, la titularitat dels sectors cabdals i la gran indústria, els tancs, els transports i tot el comerç exterior. El descontentament de la pagesia per l'ús de les requises forçades va solucionar-se substituint la coacció per un impost en espècies a partir de 1922, el 10% de la producció; l'excedent restant podia ser venut al mercat lliure, ja conegut. Aquesta mesura va animar la productivitat, a més de potenciar el comerç de productes manufacturats; la indústria es va posar en marxa, sobretot en funció de les necessitats de la pagesia.
La gran feblesa era el poc desenvolupament de la indústria pesant, fonament de tota de tota economia moderna i sector principal de formació del proletariat obrer, és base del règim comunista. Encara nacionalitzada, se li va aplicar uns criteris de productivitat capitalista –en contra dels assoliments socials dels mateixos treballadors- així va néixer l'anomenat "capitalisme d'Estat", i nombrosos trusts van confirmar la seva activitat sota control governamental; aquesta tendència va ser reforçada per la inversió estrangera capitalista.
La NEP va donar lloc a l'aparició d'una pagesia pròspera, els kulaks, i a l'enriquiment de comerciants i empresaris, mentre que s'empobrien els pagesos pobres o assalariats. Molts bolxevics consideraven la NEP com un estadi transitori per ser contradictòria amb la ideologia comunista. Ióssif Stalin la va clausurar el 1928 i reemplaçar pel primer pla quinquennal.